# Mucho Muchacho
Mucho Muchacho, de son vrai nom Oliver Gallego, né en 1976 à Barcelone, est un rappeur et producteur espagnol, ancien membre du groupe 7 notas 7 colores et fondateur du label discographique CREAM. Il est l'un des pionniers du hip-hop espagnol.

## Biographie
Oliver commence sa carrière professionnelle aux côtés de MC Make en formant le groupe Eat Meat en 1992 et avec lequel il sort son premier titre Un audiodocumental de... Eat Meat qui remporte le concours de Rock de Lux.
En 1993 il forme avec Dive Dibosso et Eddy Drammeh le groupe 7 notas 7 colores  lequel est nommé au Latin Grammy Award en 2000 mais le groupe se sépare en 2002. En 2003, il commence sa carrière en solo et fonde le label CREAM (Cash Rules Everything Around Me), nom qui fait référence à un titre du Wu-Tang Clan. Il s'est actuellement retiré de la scène du hip-hop espagnol et travaille comme DJ dans une discothèque d'Ibiza.
En 2016, il organise cinq dates au Mexique. Cependant, la tournée est annulée en raison de non-respect de contrat.

## Discographie

### Album studio
- 2003 : Chulería

### Mixtape
- 2006 : The Hip-Hop Institute Vol. 1

### Maxi singles
- Será mejor feat. Tony Touch
- Amor y plata
- Chulería instrumental

### Albums collaboratifs
- 1997 : Con esos ojitos/Puercos (avec 7 notas 7 colores)
- 1997 : Hecho, es simple (avec 7 notas 7 colores)
- 1998 : La Medicina (avec 7 notas 7 colores)
- 1999 : 77 (avec 7 notas 7 colores)
- 1999 : Gorilas y bananas (avec 7 notas 7 colores)
- 2000 : La Mami internacional (avec 7 notas 7 colores)
- 2002 : Yo vivo (avec 7 notas 7 colores)

### Collaborations
- 1998 : CPV - Grandes planes
- 2003 : Triple XXX - Barro y fuego
- 2004 : id. - Primera clase
- 2005 : Solo los solo - Todo el mundo lo sabe